# 科夫岩

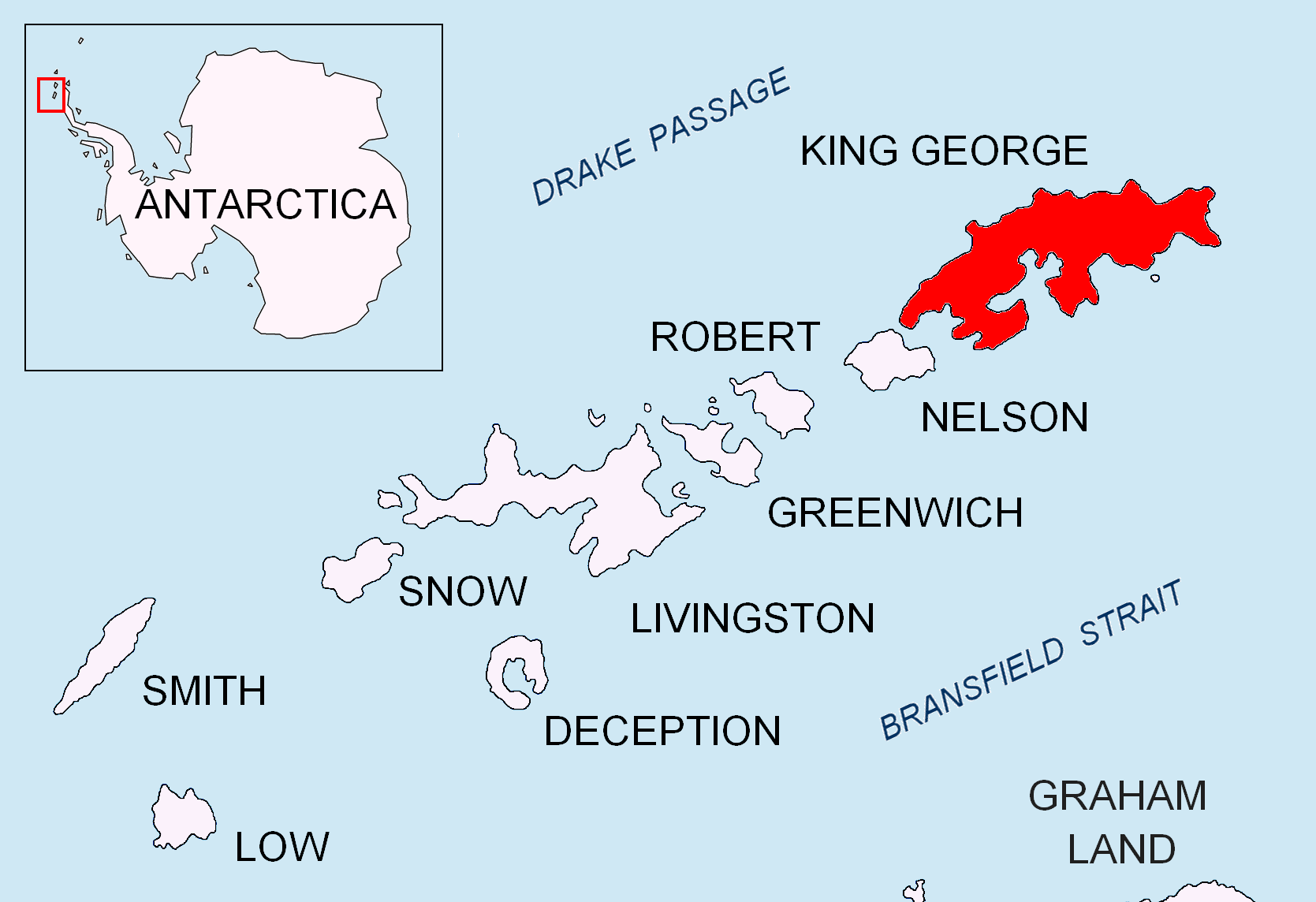

科夫岩（英語：Cove Rock），是南極洲的岩石，位於南設得蘭群島的喬治王島，處於諾斯角以西6公里，在1937年由英國研究隊繪入地圖，現時由南極條約體系管理。